# Fausse-Braie

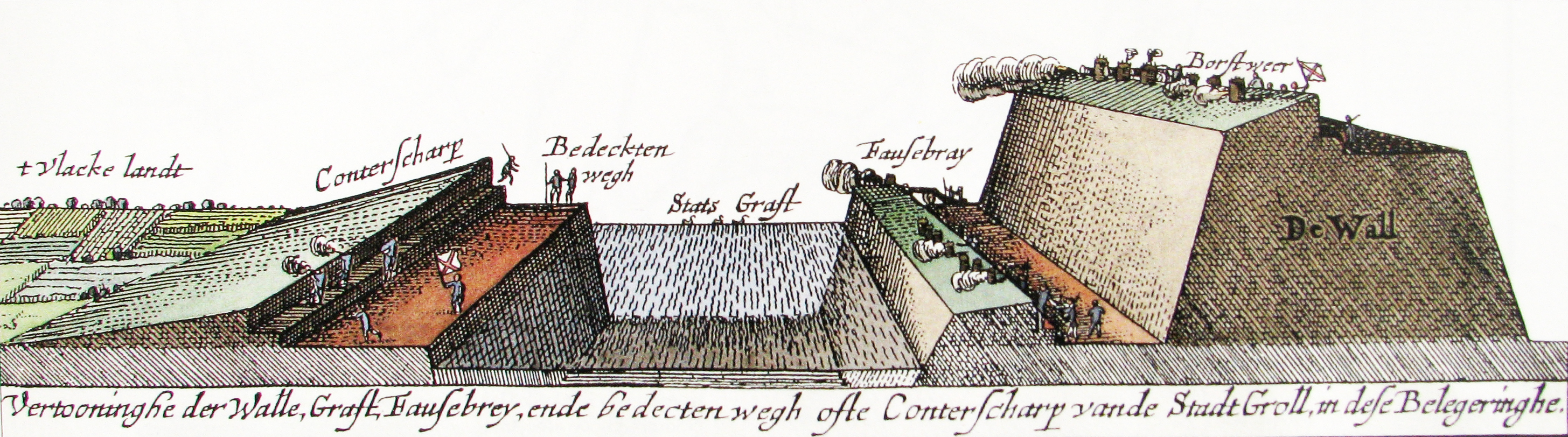
Schnitt durch eine niederländische Wallanlage mit Fausse-Braie, 1651

Die Fausse-Braie (auch Fausse Braye, dt.: Niederwall oder Vorwall) bezeichnet in der frühneuzeitlichen Festungsbaukunst einen Wall, der zwischen dem Graben und dem Hauptwall einer Festung liegt. 
Der zur Fausse-Braie gehörige Wallgang grenzt mit der Rückseite unmittelbar an den Hauptwall an, so dass die Konstruktion als stufenförmiger Absatz in der Wallanlage erscheint. Der Niederwall wurde niedriger angelegt als der Hauptwall, um von ihm aus den Graben und den Gedeckten Weg verteidigen zu können. Die Fausse-Braie wurde vor allem in der niederländischen Festungsbaukunst des 16. und 17. Jahrhunderts verwendet. Entstanden ist sie aus dem Zwinger der mittelalterlichen Befestigung; zu unterscheiden ist sie von der Kontergarde oder echten Braye, die zwar ebenfalls niedriger sind als der Hauptwall, aber von diesem durch einen Graben getrennt werden.